# Moschea di Yahya Pascià
La moschea di Yahya Pascià (in macedone Јахја-пашина џамија?) è una moschea ottomana di Skopje, capitale della Macedonia del Nord. Si trova a nord del quartiere del vecchio bazar.

## Storia e descrizione
La moschea venne fatta costruire da Yahya Pascià, un dignitario ottomano che aveva rivestito la carica anche di beylerbey di Rumelia, tra il 1503 ed il 1504. Come testimoniato dallo scrittore e viaggiatore turco Evliya Çelebi, in origine l'edificio era sormontato da una cupola, andata probabilmente distrutta durante l'incendio del 1689 e sostituita con il tetto attuale.
Il minareto è altro 45 metri, mentre la punta conica che lo sovrasta è alta 10 m. Questi dati fanno sì che il minareto della moschea di Yahya Pascià fosse il più alto di tutta la Rumelia.